# Daniel Kubeš
Daniel Kubeš, född 7 februari 1978 i Prag i dåvarande Tjeckoslovakien, är en tjeckisk handbollstränare och tidigare handbollsspelare (mittsexa/försvarare). Han spelade 140 landskamper och gjorde 210 mål för Tjeckiens landslag. Sedan 2014 är han tillsammans med Jan Filip förbundskapten för Tjeckiens landslag. Han är också huvudtränare för tyska klubblaget TV Emsdetten.
Bland meriterna finns ett SM-guld med HK Drott från 2002 och vinst i EHF-cupen med HSG Nordhorn 2008. Han har även gjort flera landskamper för det tjeckiska landslaget och bland annat deltagit i EM 2008 och VM 2009.

## Klubbar
- HC Dukla Prag (1996–2001)
- HK Drott (2001–2004)
- TuS Nettelstedt-Lübbecke (2004–2006)
- HSG Nordhorn (2006–2008)
- TBV Lemgo (2008–2010)
- THW Kiel (2010–2012)
- MT Melsungen (2012–2014)

## Tränaruppdrag
- Tjeckien (2014–2021)
- TV Emsdetten (2014–2020)
- HSG Nordhorn-Lingen (2020–)